# 扎音河
扎音河，位于中华人民共和国黑龙江省海伦市北部的一条河流，是通肯河左岸支流，原名扎喀河，河名为满语（穆麟德轉寫：jaka），意为“缝隙”。扎音河发源于海伦市东北部井家店林场，向西南流经双河林场、红光农场、东方红水库、双禄林场、护林林场、东林乡、双录乡、扎音河乡、海北镇、长发镇 、向荣镇、爱民乡、永和乡等地，于永和乡供销村以西汇入通肯河。河流全长145千米，流域面积1326平方千米，河道平均比降1.38‰，年均径流量1.55亿立方米。扎音河地处小兴安岭向松嫩平原的过渡地带。流域狭长，水系不发育。主河槽宽10~20米，河谷宽1~3千米。